# Baltasar de Montpalau
Baltasar de Montpalau y Ferrer (Valencia c.1578 - ibídem, 1638) fue un noble valenciano, caballero de la Orden de Calatrava, I conde de Gestalgar, titular de la baronía de Sot de Chera, del señorío de Sanç y de la Torre de Lloris.

## Biografía
Miembro de una importante familia nobiliaria valenciana, Baltasar de Montpalau y Ferrer heredó la baronía de Gestalgar y otras posesiones en 1606, a la muerte de su progenitor, Gaspar de Montpalau. Al igual que la mayoría de los señores territoriales del reino de Valencia, se opuso firmemente a las disposiciones del Duque de Lerma favorables a la expulsión de los moriscos por la pérdida de mano de obra y de renta que suponía la aplicación de la medida. Se vio obligado después a repoblar sus dominios, otorgando documento oficial de nueva población para su baronía de Gestalgar el 30 de mayo de 1611. 
Con Felipe IV, sin embargo, don Baltasar era uno de los nobles valencianos más activos e influyentes políticamente, de forma que en 1626 participó en las sesiones de las Cortes de Monzón, donde tomó partido por el Conde-Duque de Olivares apoyando su proyecto de Unión de Armas, razón por la cual, el 8 de mayo de 1626, Felipe IV decidió otorgar a don Baltasar el título de conde, junto con otros cinco nobles valencianos que se inclinaron a su favor. En efecto, el 20 de febrero de 1628, una pragmática real creaba el Condado de Gestalgar y confirmaba oficialmente a Baltasar de Montpalau como primer conde. Contribuyó a la formación de varias compañías de soldados de leva para las guerras exteriores de la Monarquía Hispánica, sobre todo durante los años posteriores a 1630. A su muerte, acaecida el 25 de agosto de 1638, le sucedió su hijo varón, Gaspar de Montpalau Mussefi.